# Ducetia crypteria
Ducetia crypteria är en insektsart som först beskrevs av Karsch 1896.  Ducetia crypteria ingår i släktet Ducetia och familjen vårtbitare. Inga underarter finns listade i Catalogue of Life.